# Merophyas
Merophyas es un género de polillas de la familia Tortricidae.

## Especies
- Merophyas calculata (Meyrick, 1910)
- Merophyas divulsana (Walker, 1863)
- Merophyas immersana (Walker, 1863)
- Merophyas leucaniana (Walker, 1863)
- Merophyas paraloxa (Meyrick, 1907)
- Merophyas petrochroa (Lower, 1908)
- Merophyas scandalota (Meyrick, 1910)
- Merophyas siniodes (Turner, 1945)
- Merophyas tenuifascia (Turner, 1927)
- Merophyas therina (Meyrick, 1910)